# Saison 1989-1990 du Boucau Tarnos stade
 (août 2010).
Cette page présente la saison 1989-1990 du Boucau Tarnos stade en championnat de France de rugby à XV de 1re division.

## Transferts
| Joueur            | Poste            | Destination                  |
| Alain Arozarena   | demi d'ouverture | retour au Biarritz olympique |
| Eric Gouloumet    | 3e ligne         | Biarritz olympique           |
| Doumengine        | centre           | retour au Biarritz olympique |
| Franck Lopez      | 3e ligne         | Anglet                       |
| Serge Pascal      | talonneur        | Arrêt                        |
| Jean-Michel Yanci | pilier           | Arrêt                        |

| Joueur          | Poste     | Destination             |
| Franck Solhonne | centre    | Ondres                  |
| Latxague        | pilier    | Ondres                  |
| Sancho          | talonneur | Capbreton               |
| Mouesca         | pilier    | Aviron bayonnais        |
| Christian Boulé | talonneur | Saint-Paul sports rugby |
| Yves Bassoues   | 3e ligne  | St Martin de Seignanx   |

## Récit de la saison
1re division :
- 1re phase poule : Biarritz olympique, RC Narbonne, Arras & Castelnaudary

Le départ d'Arozarena pour Biarritz aura comme conséquence fâcheuse de ne pas permettre au BTS de bénéficier d'un buteur d'exception quand il s'agira d'affronter Biarritz, Narbonne, Arras & Castelnaudary.... Mais surtout de renforcer un concurrent direct : le BO.
Le tournant de cette 1re phase est le match à Castelnaudary où le BTS fera match nul (9 à 9) et perdra 1 point sur son rival Biarrot pour l'obtention de la 2e place. Pourtant les Noirs gagnent à Arras (11 à 15), atomisent les Nordistes (54 à 12) et Castelnaudary (35 à 3) à Tarnos, font chuter les Biarrots de Blanco à l'Intercommunal (17 à 14) avec un essai de Betbeder à la dernière minute... Ce qui sera insuffisant… Pour 1 point. Le BO terminant 2e derrière Narbonne intouchable cette saison.
| Adversaires   | Résultats Domicile | Résultats Extérieur |
| Biarritz      | Gagné 17 à 14      | Perdu 15 à 3        |
| Castelnaudary | Gagné 35 à 3       | Match Nul 9 à 9     |
| Arras         | Gagné 54 à 12      | Gagné 11 à 15       |
| Narbonne      | Perdu 4 à 32       | Perdu 31 à 3        |

Reparti en groupe B, le BTS se retrouve dans une Poule constituée de Rodez, Saint-Jean-de-Luz olympique rugby, Valence d'Agen, Sporting club tulliste, Ussel, Angoulême & Villeneuve sur lot. La saison sera longue et difficile. La présence d'un Villeneuve sur Lot bien faible permettra au BTS de ne pas terminer dernier... D'ailleurs les Boucalo-Tarnosiens seront les seuls à ne pas gagner dans le lot en faisant match nul 16 à 16.
À noter que Jean-Michel Yanci le Capitaine et Légendaire Pilier droit mis un terme à sa carrière en ne débutant pas la saison avec l'équipe 1re du BTS. À presque 34 ans et après avoir joué en 1re sous le même maillot pendant de 15 saisons, celui-ci raccroche les crampons.
De plus, à la fin de cette saison le Président Lassalle, après plus de 15 ans de présidence décide de ne pas se représenter. Ne s'y retrouvant plus dans un rugby perdant ses valeurs où l'argent prend une place de plus en plus importante et souhaitant se consacrer totalement à son entreprise, Monsieur Lassalle quitte le fauteuil de Président...
Aussi, avec ces 2 arrêts, c’est une grande page de l'histoire du BTS se tourne... Le club terminera 7e sur 8 (72e club de France) ce qui lui permet de rester en 1re Division...
| Adversaires        | Résultats Domicile | Résultats Extérieur |
| Rodez              | Perdu 9 à 12       | Perdu 39 à 0        |
| Valence-d'Agen     | Perdu 0 à 13       | Perdu 21 à 18       |
| St Jean de Luz     | Perdu 6 à 13       | Perdu 41 à 4        |
| Angoulême          | Gagné              | Gagné 9 à 12        |
| Tulle              | Gagné 21 à 9       | Perdu 26 à 3        |
| Ussel              | Perdu 7 à 27       | Perdu 31 à 13       |
| Villeneuve sur Lot | Gagné              | Match nul 16 à 16   |

## Meilleurs marqueurs de points et d'essais
| classement | Joueur | Points |
| 1          | Bernard Lassalle | 126    |
| 2          | Thierry Séguret | 49     |
| 3          | Laurent Pétriat & Hervé Durquéty                                                                                         | 20     |
| 5          | Thierry Arnoux | 17     |
| 6          | Jean-Paul Betbeder | 16     |
| 7          | Franck Solhonne | 12     |
| 8          | Patrick Errecart & Arretche                                                                                              | 8      |
| 10         | Elycérie, Francis Réal, Denis Lesca, Alain Mendiboure, Filatriau, J-L Fabre, Urcelay, Latxague, Bruno Berrouet & Sabaloi | 4      |

| classement | Joueur | Essais |
| 1          | Bernard Lassalle, Laurent Petriat & Hervé Durquéty                                                                                                  | 5      |
| 4          | Jean-Paul Betbeder | 4      |
| 5          | Franck Solhonne | 3      |
| 6          | Patrick Errecart & Arretche | 2      |
| 8          | Thierry Séguret, Thierry Arnoux, Elycérie, Francis Réal, Denis Lesca, Alain Mendiboure, Filatriau, J-L Fabre, Urcelay, Latxague, Berrouet & Sabaloi | 1      |

## Effectif
| Rang | Nom                | Poste                      | parcours                                        |
| 1    | Henry Gaye         | Pilier                     | formé au club                                   |
| 2    | Errecart           | Pilier                     | formé au club                                   |
| 3    | Mouesca            | Pilier                     | Bayonne                                         |
| 4    | Latxague           | Pilier ou 2e ligne         | Ondres                                          |
| 5    | Bresque            | Pilier                     | formé au club                                   |
| 6    | Christian Boulé    | Talonneur                  | formé au club, puis Capbreton & St Paul lès Dax |
| 7    | Patrick Haurieu    | Talonneur                  | formé au club                                   |
| 8    | Jean-Luc Fabre     | 2e ligne                   | formé au club puis Bayonne                      |
| 9    | Francis Réal       | 2e ligne                   | formé au club puis Biarritz & AS.Bayonne        |
| 10   | Michel Lassalle    | 2 ou 3e ligne              | formé au club                                   |
| 11   | Christophe Domingo | 2e ligne                   | formé au club                                   |
| 12   | Despouy            | 2e ligne                   | Cambo                                           |
| 13   | Yves Bassoues      | 3e ligne aile              | ASSM                                            |
| 14   | Elycérie           | 3e ligne centre            | formé au club                                   |
| 15   | Yannick Carasco    | 3e ligne aile ou Talonneur | formé au club                                   |
| 16   | Filatriau          | 3e ligne                   | AS.Bayonne                                      |
| 17   | Hervé Durquéty     | 3e ligne aile              | formé au club                                   |
| 18   | "Peyo" Urcelay     | 3e ligne centre            | Ondres                                          |
| 19   | Berrouet           | 3e ligne                   | formé au club, vient du Volley                  |

| Rang | Nom                  | Période                            | Parcours                     |
| 20   | Yves Condom          | 3e ligne aile                      | formé au club                |
| 21   | Escalona             | 3e ligne                           | formé au club                |
| 22   | Denis Lourtet        | Demi de mêlée ou ouvreur           | formé au club                |
| 23   | Alain Mendiboure     | Demi de Mêlée                      | Bayonne                      |
| 24   | Bernard Lassalle     | Ouvreur                            | formé au club                |
| 25   | Jacques Dubroca      | Ouvreur                            | formé au cbub puis Hasparren |
| 26   | Solhonne             | Centre ou ailier                   | Ondres                       |
| 27   | Denis Lesca          | Centre, ailier ou arrière          | formé au club                |
| 28   | Jean-Paul Bertbeder  | Centre ou ailier                   | formé au club                |
| 29   | Thierry Arnoux       | Arrière ou ailier                  | formé au club                |
| 30   | Pétriat              | Ailier                             | formé au club                |
| 31   | Lamarque             | Ailier                             | Bayonne                      |
| 32   | Garisoin             | Ailier ou centre                   | formé au club                |
| 33   | Pouy                 | Ailier                             | formé au club                |
| 34   | Frédéric Arretche    | Ailier ou arrière                  | ASSM                         |
| 35   | Jean-Claude Arretche | Arrière, centre ou ailier          | ASSM                         |
| 36   | Emonet               | Ailier                             | formé au club                |
| 37   | Sabaloi              | Centre                             | formé au club                |
| 38   | Thierry Séguret      | Arrière, ailier, centre ou ouvreur | Lourdes                      |